# Pekao Open 1998
Il Pekao Open 1998 è stato un torneo di tennis facente parte della categoria ATP Challenger Series nell'ambito dell'ATP Challenger Series 1998. È stata la 6ª edizione del torneo, e si è giocato a Stettino in Polonia dal 21 al 27 settembre 1998 su campi in terra rossa.

## Vincitori

### Singolare
Younes El Aynaoui ha battuto in finale  Jens Knippschild con il punteggio di 6–3, 6–4.

### Doppio
Orlin Stanojčev /  Radomír Vašek hanno battuto in finale  Massimo Ardinghi /  Álex López Morón con il punteggio di 7–6, 3–6, 6–4.